# Anko (gastronomia)

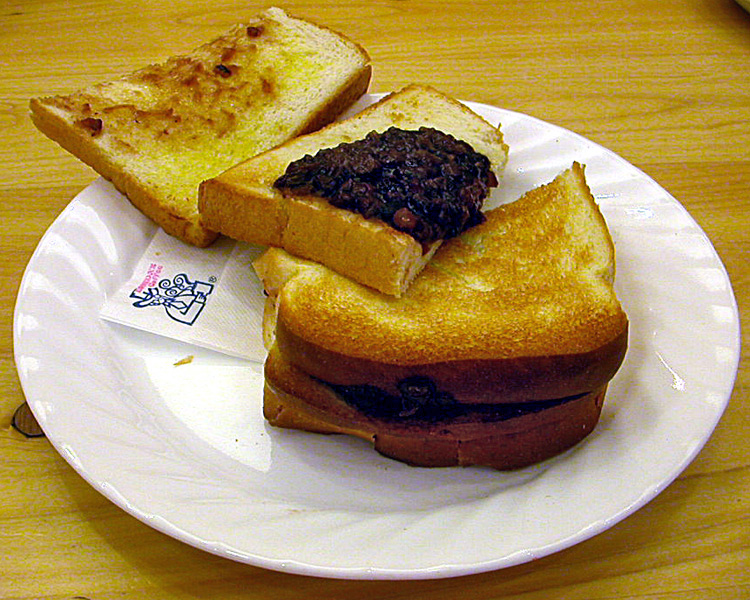
Toast ogura con burro e anko

L'anko è una sorta di confettura giapponese preparata con i semi di azuki (Vigna angularis), una leguminosa estensivamente coltivata nell'Asia orientale.

## Caratteristiche
Gli azuki presentano un sapore dolciastro che si presta alla preparazione di marmellate e altri dolci.
L'anko è ampiamente utilizzata nella cucina giapponese come ripieno di alcuni dolci, come ad esempio i daifuku, i taiyaki o i dorayaki, talvolta anche come condimento per il gelato. Esiste nelle varianti Tsubuan, in cui i fagioli nella confettura vengono lasciati interi e Koshian, dove i fagioli vengono frullati e resi a crema.
Esistono due confetture simili: il mamean, a base di mungo verdi, e lo shiroan, a base di cannellini.